# Trichocera fattigiana
Trichocera fattigiana är en tvåvingeart som beskrevs av Alexander 1952. Trichocera fattigiana ingår i släktet Trichocera och familjen vintermyggor. Inga underarter finns listade i Catalogue of Life.